# الهجرة الكبرى (الأمريكيون الأفارقة)
الهجرة الكبرى، المعروفة أحيانًا باسم الهجرة الكبرى إلى الشمال أو الهجرة السوداء، هي انتقال 6 ملايين أمريكي أفريقي من المناطق الريفية في جنوب الولايات المتحدة الأمريكية إلى المناطق الحضرية في شمال شرق الولايات المتحدة الأمريكية وغرب وسطها وغربها، وحدثت هذه الهجرة بين عامي 1916 و1970. نجمت هذه الهجرة بالدرجة الأولى عن رداءة الأحوال الاقتصادية بالإضافة إلى الفصل والتمييز العنصري المتفشيين في الولايات الجنوبية، حيث كان هناك تمسك بقوانين جيم كرو.

بيّنت جميع إحصاءات سكان الولايات المتحدة قبل عام 1910 تمركز أكثر من 90% من السكان الأمريكيين الأفارقة في الجنوب الأمريكي. أظهر إحصاء عام 1900 أن خُمس الأمريكيين الأفارقة الذين كانوا متمركزين في الجنوب أصبحوا من سكان المناطق الحضرية. أما بعد انتهاء الهجرة الكبرى، تبقى ما يزيد عن 50% من السكان الأمريكيين الأفارقة في الجنوب، بينما انتقل أقل من 50% منهم إلى الشمال والغرب، ما أسفر عن تحول السكان الأمريكيين الأفارقة إلى سكان حضريين إلى حد كبير. انتقل نصف السكان الأمريكيين الأفارقة المتمركزين في الجنوب إلى المناطق الحضرية بحلول عام 1960، ليصبح 80% من السكان الأمريكيين الأفارقة على الصعيد الوطني متمركزين في المدن بحلول عام 1970. كتب نيكولاس ليمان في عام 1991 ما يلي:
كانت الهجرة الكبرى أحد أكبر التنقلات الداخلية الجماعية وأسرعها على مر التاريخ، بل ربما هي أكبر التنقلات التي لا تُعزى إلى تهديد مباشر بالإعدام أو التجويع. تظهر الأرقام الصرفة أنها تفوق هجرة أي مجموعة عرقية أخرى -الإيطاليين أو الأيرلنديين أو اليهود أو البولنديين- إلى [الولايات المتحدة]. كانت الهجرة بالنسبة للسود هجرًا لقاعدتهم الاقتصادية والاجتماعية الثابتة في أمريكا وبحثًا عن قاعدة جديدة تمامًا.
يميز بعض المؤرخين بين هجرتين؛ الهجرة الكبرى الأولى (1916-1940) التي انتقل خلالها 1.6 مليون شخص تقريبًا من المناطق الريفية المتمركزة في الجنوب إلى المدن الصناعية في الشمال، والهجرة الكبرى الثانية (1940-1970) التي بدأت بعد الكساد الكبير وانتقل خلالها ما لا يقل عن 5 ملايين شخص -بمن فيهم سكان المدن من ذوي المهارات الحضرية- إلى الشمال والغرب.
وقعت هجرة عكسية أقل سرعةً بعد بداية حركة الحقوق المدنية، إذ شهدت هذه الهجرة المُسماة الهجرة الكبرى الجديدة زيادةً تدريجيةً في هجرة الأمريكيين الأفارقة إلى الجنوب، أي الولايات والمدن التي كانت فيها الفرص الاقتصادية في أفضل صورها عمومًا. نجمت هذه الهجرة عن أسباب مثل الصعوبات الاقتصادية في المدن التي تقع في شمال شرق الولايات المتحدة الأمريكية ووسط غربها، ونمو فرص العمل وانخفاض تكاليف المعيشة في «الجنوب الجديد»، ووجود روابط عائلية وصلات قرابة، وتحسن وضع العلاقات العرقية.

## الأعداد والوجهات
يحسب جيمس غريغوري حجم الهجرة في كل عقد من الزمن في كتابه الشتات الجنوبي. ارتفعت نسب الهجرة السوداء في بداية القرن الجديد، إذ تنقل 204,000 شخص في العقد الأول من القرن العشرين. تسارعت وتيرة الهجرة مع اندلاع الحرب العالمية الأولى، واستمرت طيلة عشرينيات القرن العشرين. انتقل 1.3 مليون شخص من سكان الجنوب السابقين إلى مناطق أخرى بحلول عام 1930.
قضى الكساد الكبير على فرص العمل في الحزام الصناعي الشمالي بالنسبة للأمريكيين الأفارقة خصوصًا، بالإضافة إلى تسببه بانخفاض معدلات الهجرة انخفاضًا حادًا. في ثلاثينيات القرن العشرين وأربعينياته، أسفرت ميكنة الزراعة عمليًا عن إعادة نظام المزارعة، وهو نظام طُبق منذ بداية الحرب الأهلية الأمريكية وحتى نهايتها، متسببًا بإجبار العديد من المزارعين السود غير الملاك على مغادرة الأرض.
نتيجةً لذلك، انتقل نحو 1.4 مليون شخص من سكان الجنوب السود إلى الشمال أو الغرب خلال أربعينيات القرن العشرين، يليهم 1.1 مليون شخص في خمسينيات القرن العشرين، و2.4 مليون شخص آخر في ستينيات ذلك القرن وأواخر سبعينياته. انتهت الهجرة الكبرى بحلول سبعينيات القرن العشرين، نتيجةً لسيطرة التصنيع وانبثاق أزمة حزام الصدأ. وعلى الرغم من ذلك، توجه الأمريكيون الأفارقة إلى الجنوب بدلًا من مغادرته، وذلك نتيجةً لانعكاس التغييرات الاقتصادية، وحل قوانين جيم كرو خلال ستينيات القرن العشرين، وتحسن وضع العلاقات العرقية في الجنوب.
انتقل الأمريكيون الأفارقة من ولايات الجنوب الأربع عشرة، ولا سيما ألاباما، ومسيسيبي، ولويزيانا، وتكساس، وجورجيا. تُظهر أرقام تعداد السكان في هذه الولايات ما يلي:
| صافي التغيير في تعداد الأمريكيين الأفارقة بين عامي 1920 و1950 | النسبة المئوية لتعداد الأمريكيين الأفارقة، في إحصائية السكان لعام 1950 | النسبة المئوية لتعداد الأمريكيين الأفارقة، في إحصائية السكان لعام 1920 | الولاية  |
| 52,346+                                                       | 45.3%                                                                  | 52.2%                                                                  | مسيسيبي  |
| 143,188-                                                      | 30.9%                                                                  | 41.7%                                                                  | جورجيا   |
| 183,256+                                                      | 32.9%                                                                  | 38.9%                                                                  | لويزيانا |
| 78,206+                                                       | 32.0%                                                                  | 38.4%                                                                  | ألاباما  |
| 67,664+                                                       | 31.0%                                                                  | 36.0%                                                                  | تكساس    |

بالاستناد إلى إجمالي عدد السكان في كل ولاية من هذه الولايات الخمس، اقتصر الانخفاض الصافي في عدد السكان الأمريكيين الأفارقة على ولاية جورجيا في عام 1950 مقارنةً بعام 1920. أظهرت الولايات الأربع الأخرى زيادات صافية في عدد السكان الأمريكيين الأفارقة في عام 1950 مقارنةً بعام 1920، وذلك بصرف النظر عن الانخفاض في النسبة المئوية الذي يُعزى إلى زيادة عدد السكان البيض. اعتُبرت المدن الكبرى وجهاتٍ رئيسيةً لسكان الجنوب خلال طوري الهجرة الكبرى. جذبت ثمانٍ من المدن الرئيسية ثلثي المهاجرين في الطور الأول من الهجرة، وتتضمن نيويورك وشيكاغو، تليهما فيلادلفيا، وسانت لويس، ودنفر، وديترويت، وبيتسبرغ، وإنديانابوليس. رفعت الهجرة السوداء الكبرى الثانية من عدد سكان هذه المدن، مضيفةً مدنًا أخرى باعتبارها وجهات أيضًا، بما فيها ولايات الغرب الأمريكية. جذبت المدن الغربية الأمريكيين الأفارقة إلى حد كبير، بما فيها لوس أنجلوس، وسان فرانسيسكو، وأوكلاند، وفينيكس، وسياتل، وبورتلاند.
ربطت بعض أنماط الهجرة الواضحة ولايات ومدن معينة في الجنوب بوجهات تقابلها في الشمال والغرب. على سبيل المثال، انتهى المطاف بنحو نصف الأشخاص الذين هاجروا من ولاية مسيسيبي خلال الهجرة الكبرى الأولى في شيكاغو، بينما توجه أولئك الذين سكنوا في فرجينيا إلى فيلادلفيا. ارتبطت هذه الأنماط بالجغرافيا إلى حد كبير، إذ جذبت أقرب المدن المهاجرين (على سبيل المثال، استقبلت لوس أنجلوس وسان فرانسيسكو أعدادًا غير متناسبة من المهاجرين القادمين من تكساس ولويزيانا). لعبت الهجرة التسلسلية دورًا أكبر في حالة الوجهات متساوية البعد، إذ تبع المهاجرون مسار المهاجرين الآخرين من قبلهم.

## الخصائص الديمغرافية، وحدة التوترات، وقطاعات العمالة
عاش أقل من 8% من السكان الأمريكيين الأفارقة في شمال شرق الولايات المتحدة الأمريكية أو وسط غربها عند توقيع إعلان تحرير العبيد في عام 1863. تغير الوضع الراهن حينها على مدى العقد المقبل؛ توجه مسار الهجرة إلى كنساس بحلول عام 1880. أمر مجلس الشيوخ الأمريكي بإجراء تحقيق في هذا الأمر. أما بحلول عام 1900، فكان 90% تقريبًا من السود ما زالوا يعيشون في الولايات الجنوبية.
انتقل الأمريكيون الأفارقة بشكل فردي أو ضمن مجموعات عائلية صغيرة. لم يُمد هؤلاء المهاجرين بأي مساعدات حكومية، ولكن موّلت بعض القطاعات الصناعية الشمالية مثل السكك الحديدية وتعليب اللحوم والحظائر عمليات نقلهم وتحركاتهم.
ارتفع عدد السكان الأمريكيين الأفارقة بنسبة 40% تقريبًا في الولايات الشمالية بعد الهجرة بين عامي 1910 و1930، إذ قطن معظمهم في المدن الكبرى هناك. شهدت بعض المدن مثل فيلادلفيا، وديترويت، وشيكاغو، وكليفلاند، وبالتيمور، ونيويورك، أكبر الزيادات التي حصلت في أوائل القرن العشرين. وُظف عشرات الآلاف من السود في وظائف صناعية، بما في ذلك المناصب المرتبطة بتوسيع شبكة السكك الحديدة في بنسلفانيا. تصاعدت حدة التوترات بعد زيادة المنافسة على الوظائف وانخفاض الموارد السكنية، وذلك نظرًا إلى تركز هذه التغييرات في المدن التي جذبت ملايين المهاجرين الأوروبيين الجدد أو الحديثين إلى جانب المهاجرين السود. اتخذت التوترات شكلها الأعنف بين الإثنية الأيرلندية، التي حاولت الدفاع عن مواقعها وأراضيها التي اكتسبتها مؤخرًا، والمهاجرين الحديثين والسود.